# 잉그리드 크리스텐슨 해안
잉그리드 크리스텐슨 해안(Ingrid Christensen Coast)은 72°33′E의 제닝스 프로몬토리와 81°24′E의 웨스트 빙상의 서쪽 끝 사이에 있는 남극 해안의 일부이다. 아메리 빙상 바로 동쪽, 프린세스 엘리자베스 랜드(Princess Elizabeth Land)의 서쪽 절반쯤에 위치하고 있다.

## 탐구
이 해안이 발견되어 1935년 2월 20일 노르웨이 포경왕 라스 크리스텐슨이 소유한 선박인 토르스하운(Tórshavn)의 클라리우스 미켈슨 선장이 베스트폴드 힐스에 상륙했다. 남편과 함께 남극 해역을 항해했으며 남극 대륙을 방문한 최초의 여성 중 한 명인 라스의 아내 잉그리드 크리스텐슨의 이름을 따서 명명되었다. 이 해안의 남서쪽 부분은 1947년 3월 미 해군의 하이점프 작전(Operation Highjump)에 의해 공중에서 발견 및 촬영되었다.